# 加冷板球場
加冷板球場（英語：Kallang Ground），為於新加坡加冷的板球場，曾經是9場單日國際賽的舉辦場地（1999及2000年），亦是新加坡國家板球隊是主場。。1999年青年亞洲盃，2000及04年Tuanku Ja'afar Cup以及2002年ACC獎盃賽都在這裡舉行。